# Mint Car
Mint Car è un brano musicale del gruppo rock inglese The Cure, pubblicato come singolo nel 1996.
Il brano, inserito nell'album Wild Mood Swings, ha raggiunto la posizione #31 della classifica Official Singles Chart.

## Tracce
UK CD Singolo 1
1. Mint Car (radio mix)
2. Home
3. Mint Car (buskers mix)

UK CD Singolo 2
1. Mint Car (electric mix)
2. Waiting
3. A Pink Dream

## Formazione
- Robert Smith - chitarra, voce
- Simon Gallup - basso
- Perry Bamonte - chitarra
- Roger O'Donnell - tastiere
- Mark Price - batteria
- Bob Thompson - batteria in Waiting